# Arthur Dessoye
Arthur Charles Dessoye, né à Auberive en Haute-Marne le 23 août 1854 et mort à Breuvannes-en-Bassigny en Haute-Marne le 30 avril 1927, est un journaliste, écrivain, industriel et homme politique français. 

## Biographie

### Le journaliste
Né d'un père percepteur, originaire de Breuvannes où sa famille possédait une manufacture de limes implantée depuis 1827, Arthur Dessoye est un des fondateurs et rédacteur en chef de La Dépêche de Brest du 19 novembre 1886 au 12 avril 1897.
- Rédacteur de L'Électeur libre de Chaumont jusqu'en 1884 ;
- Rédacteur en chef de L'Union Républicaine du Finistère, un tri-hebdomadaire de 4 pages, du 1er avril 1884[2],[3] jusqu'au 18 novembre 1886[4] ;
- Rédacteur en chef de La Dépêche de Brest dès sa création en 1886 jusqu'en 1897, quotidien qui prend la suite de L'Union Républicaine du Finistère[2].

Il épouse à Breuvannes Marie Eugènie Renard le 2 août 1884. L'un de ses témoins de mariage est son ami Jean Macé.
Il n'entame une carrière politique nationale qu'à l'âge de 52 ans.

### L'homme politique
- Élu conseiller général du Canton de Bourmont de 1904 à 1919 parallèlement à sa qualité de maire de Breuvannes[7]
- Élu député de la Haute-Marne de 1906 à 1919 ;
- Président de la Ligue de l'enseignement de 1906 à 1919 ;
- Ministre de l'Instruction publique et des Beaux-Arts du 9 juin 1914 au 13 juin 1914 dans le Gouvernement Alexandre Ribot (4) ;
- Auteur d'un projet de loi sur le scrutin de liste, voté le 12 juillet 1919[8].

Il se présente pour la première fois, dans la circonscription de Chaumont, aux élections générales législatives des 6 et 20 mai 1906. Il l'emporte aisément dès le premier tour de scrutin par 10 292 voix contre 8 270 au député sortant Bourlon de Rouvre, sur 19 512 votants, Il en est de même quatre ans plus tard, au renouvellement des 24 avril et 8 mai 1910, où il bat avec 9 060 voix sur 18 495 votants, son adversaire Joseph Courtier, qui en obtient 8 313. Son élection est moins facile en 1914 : au premier tour de scrutin en effet, le 26 avril, il totalise 8 736 suffrages, talonné de près par Courtier qui en compte 8 138, soit 598 de moins, sur 18 088 votants ; au second tour, le 10 mai, il distance franchement Courtier avec 9 416 voix, contre 8 529 à celui-ci, sur 18 309 votants. Bien qu'il eût été un champion de la réforme électorale, il ne se présente pas aux élections du 16 novembre 1919.
Désigné par les Comités et représentants du parti républicain comme candidat, il se qualifie de « patriote et républicain » et se veut le champion du développement de la démocratie. Partisan de la loi de séparation, de la réforme fiscale, des retraites pour les travailleurs et des œuvres d'assurance mutuelle, il fait sienne la formule de son ami Léon Bourgeois : «Paix religieuse... ; paix sociale... : tout le programme de la démocratie tient en ces deux termes». Il entend conserver une armée et une marine fortes, vrais garants de la paix et inscrit aussi à son programme la défense des intérêts locaux de sa région et la réforme électorale.
À la Chambre, où il siège avec la gauche radicale, il est membre, en 1906, de la Commission de la législation fiscale et de celle du règlement, entre en 1907 à celle de la fête nationale de Jeanne d'Arc et, pour la première fois, à la Commission de l'enseignement et des beaux-arts, où il continuera à siéger pendant les onzième et douzième législatures ; en 1910, il est membre de la Commission du suffrage universel, à laquelle il continue d'appartenir pendant la législature suivante, et dont il est un des rapporteurs les plus en vue ; il siége enfin, en 1915, à la Commission des postes et télégraphes.
Auteur, dès son entrée au Parlement en 1906 et 1908, de quelques propositions de loi d'intérêt local, il dépose en 1908 une proposition de loi sur la réforme électorale établissant le scrutin de liste, le sectionnement des grands départements et demandant la réduction du nombre des députés. En 1910, lors de son troisième mandat, il est l'auteur d'une proposition de loi tendant à modifier la loi du 28 mars 1882 sur l'enseignement primaire, ainsi que d'une autre en vue de créer un contingent spécial de la Légion d'honneur à propos de l'inauguration d'un monument à Jules Ferry.
Son œuvre de rapporteur est relativement importante et axée dans deux directions. Pendant ses deux premiers mandats, outre quelques rapports sur des projets de loi d'intérêt local, il s'intéresse exclusivement aux questions d'enseignement public et principalement du premier cycle. En 1909, il rapporte un projet de loi concernant la responsabilité des membres de l'enseignement public pour fautes commises dans l'exercice de leurs fonctions et une autre modifiant l'article 14 de la loi du 28 mars 1882 sur l'enseignement primaire obligatoire, à la discussion duquel il prend une part active ; en 1911, il donne, au nom de la Commission, un avis sur un amendement relatif à l'organisation de l'enseignement primaire et rapporte un projet de loi concernant la création d'un contingent spécial dans la Légion d'honneur à propos du cinquantenaire des Congrès des délégués des Sociétés savantes ; en 1912, il présente un double rapport sur un projet de loi tendant à assurer la fréquentation régulière des écoles publiques et sur un autre projet de défense de l'école laïque ; l'année suivante, il rédige un rapport sur la célébration du deuxième centenaire de la naissance de Diderot et, en 1916, un autre rapport sur un projet prorogeant les pouvoirs des membres des conseils départementaux de l'enseignement primaire. De 1917 à 1919, la totalité de son activité parlementaire est exclusivement consacrée à la réforme électorale ; il est en effet le rapporteur (un rapport initial en 1917 et deux rapports supplémentaires en 1919) de la loi du 12 juillet 1919 établissant le scrutin de liste avec représentation proportionnelle pour l'élection des députés, ainsi que des lois annexes du 20 octobre 1919 relatives à l'impression des bulletins de vote, du 14 octobre 1919 sur la fixation des circonscriptions, du 18 octobre 1919 sur la date et l'ordre des élections, du 19 octobre 1919 sur l'application de la loi du 12 juillet au territoire de Belfort, et enfin du 20 octobre 1919 fixant les dates des élections au Conseil général et au Conseil d'arrondissement de la Seine. Bien entendu, il intervient fréquemment et de façon souvent décisive dans la discussion de ces diverses mesures. En 1919, enfin, il dépose son dernier rapport sur un projet de loi concernant l'éducation des adolescents.
Au cours des deux législatures précédentes, il est monté à la tribune pour intervenir dans la discussion des budgets des exercices 1907 à 1912, le plus souvent en matière d'instruction publique, puis, en 1908, à propos de l'impôt sur le revenu, en 1909 au sujet de la proposition de loi concernant la représentation proportionnelle, en 1910 pour développer une interpellation, déposée l'année précédente, sur la propagande contre la fréquentation des écoles publiques ; son ordre du jour motivé fut accepté. Pendant la dixième législature, il intervient, déjà, en 1912, à propos du scrutin de liste et de la représentation proportionnelle, en 1913, dans la discussion de la loi sur la fréquentation scolaire et sur la défense de l'école laïque dont il avait été le rapporteur quatre ans plus tôt ; la même année, il s'associe, au nom de la Commission de l'enseignement, à l'hommage rendu à Edouard Aymard, décédé subitement dans l'enceinte du Palais Bourbon ; toujours en 1913, il intervient dans la question des délimitations régionales.

### Le ministre
En 1914, Alexandre Ribot constituant, le 9 juin, son quatrième cabinet, appelle Arthur Dessoye au poste de ministre de l'Instruction publique et des Beaux-Arts. Mais bien que l'éditorialiste politique du Temps estimât, le 10 juin, que « la présence de M. Dessoye à l'Instruction publique ne permettra à personne de dire que le nouveau Gouvernement abandonnera l'école laïque et les instituteurs aux attaques de la réaction cléricale », une telle orientation ne permet cependant pas au Cabinet Ribot de passer victorieusement le cap de la question de confiance et les fonctions ministérielles du député de Chaumont prennent fin prématurément, quatre jours plus tard, le 13 juin, avec la démission du cabinet.

### La retraite
Son épouse Marie meurt à Breuvannes, le 17 janvier 1915. En 1916, la veuve de son ami Pierre Estienne (1855-1907, ancien directeur des écoles normales d'instituteurs d'Alger, d'Orléans et d'Aix-en-Provence), Louise Estienne-Nicot, vient s'installer chez lui à Breuvannes.
Ne s'étant pas représenté aux élections générales du 16 novembre 1919, il y décède le 30 avril 1927, à l'âge de 73 ans, trois ans après son amie Louise, dont le décès fut déclaré le 17 mars 1924.
Il est fait Chevalier de la Légion d'honneur le 26 juin 1896.

## Publications
- Les Jésuites en France au 18e et au 19e siècle par Arthur Dessoye 83 p. Édition : Langres : impr. de Dessoye , 1880
- Jean Macé et la fondation de la Ligue de l'Enseignement par Arthur Dessoye. Édition G. Marpon et E. Flammarion. 290 p. Paris, 1883[11]texte intégral
- Brest sous la Restauration, le parti libéral et les missions, 1817-1827 par A. Dessoye, In-12, I-133 p., plan, portraits de C. Guyon Édition : Brest : impr. de "La Dépêche", 1895 FRBNF30336034
- L'enseignement secondaire et la République par Arthur Dessoye 1re édit (XVI-69 p.)[12] 2e édit (XVI-69 p.)[13] Édition : Paris : A. Picard et Kaan, 1902
- «Jean Macé», in:  Dictionnaire de pédagogie et d'instruction primaire par  Ferdinand Buisson, Hachette (Paris), 1911, Texte intégral, disponible dans le site de l'Institut français de l'Éducation.
- Défense laïque par A. Dessoye Édition : Paris, E. Fasquelle , 1913. In-12, 320 p.